# Yên Tuyên hầu
Yên Tuyên hầu (chữ Hán: 燕宣侯; trị vì: 710 TCN-698 TCN), là vị vua thứ 16 của nước Yên - chư hầu nhà Chu trong lịch sử Trung Quốc.
Ông là con của Yên Mục hầu- vị vua thứ 15 nước Yên, không rõ tên thật của ông là gì. Năm 711 TCN, Yên Mục hầu mất, Yên Tuyên hầu lên nối ngôi.
Năm 706 TCN, quân Sơn Nhung đem quân đánh nước Tề, giữa đường đi ngang qua lãnh thổ nước Yên. Yên Tuyên hầu chống không lại, quân Sơn Nhung tràn sang lãnh thổ nước Tề nhưng lại bị quân Tề hợp với nước Trịnh đánh lui.
Năm 698 TCN, Yên Tuyên hầu qua đời. Ông làm vua được 13 năm. Con ông là Yên Hoàn hầu lên nối ngôi.